# Franz Stauber
Franz Stauber (* 27. Juni 1928 in Hofkirchen im Traunkreis; † 16. Oktober 2018 in Linz) war ein österreichischer Pädagoge. Von 1982 bis 1991 war er als erster kirchlicher Laie Direktor der Caritas der Diözese Linz und damit auch erster kirchlicher Laie im Konsistorium der Diözese Linz.

## Leben
Der gelernte Schneider absolvierte das bischöfliche Lehrerseminar, war von 1953 bis 1957 Diözesanführer der Bubenjungschar der Diözese Linz und anschließend von 1957 bis 1961 Bundessekretär der Katholischen Jugend Österreichs. Nebenberuflich studierte er Pädagogik sowie Psychologie und promovierte 1970 zum Doktor der Philosophie.
Während seiner Tätigkeit als Leiter des Katholischen Bildungswerkes der Diözese Linz von 1961 bis 1982 begleitete er Studienreisen nach Rom, entwickelte Bildungsseminare, war selber Vortragender und stand an der Spitze des Christlichen Theaterringes. 1982 wurde er von Bischof Maximilian Aichern als erster Laie an die Spitze der Caritas der Diözese Linz berufen und übte dieses Amt bis 1991 aus. In dieser Funktion war er auch als erster Laie Mitglied des Konsistoriums der Diözese Linz.
Sein Engagement für die kirchliche Medienarbeit begann 1961. Zwischen 1970 und 1981 war er Vorsitzender der kirchlichen Hörfunk- und Fernsehkommission Österreichs, danach Vorsitzender der Katholischen Fernsehkommission Österreichs. Im gesamtösterreichischen katholischen Zentrum für Massenkommunikation war er von 1971 bis 1974 Generalsekretär und danach bis 1986 Vorsitzender.
1988 begann sein bis 2006 dauerndes Engagement in der Stiftung Pro Oriente, Sektion Linz, wo er zeitweilig auch Vorsitzender war.
Auf Pfarrebene war Stauber als Vorsitzender des Pfarrgemeinderates in der Pfarre Linz-St. Severin tätig.
Am 16. Oktober 2018 verstarb Franz Stauber im 91. Lebensjahr. Er wurde in Hofkirchen im Traunkreis bestattet.

## Auszeichnungen
- Staatspreis für Fortbildung (1964)
- Kulturmedaille des Landes Oberösterreich (1999)